# Madison Avenue (groupe)
Madison Avenue peut également renvoyer à une avenue de New York
Madison Avenue est un groupe australien de musique house composé de l'auteur-producteur Andy Van Dorsselaer et de la chanteuse-parolière Cheyne Coates. Le groupe en contrat à l'époque avec le label Virgin Records, est connu grâce au tube Don't Call Me Baby sortie en 1999.

## Personnel
- Cheyne Coates – Chanteuse et parolière.
- Andy Van Dorsselaer – Producteur et parolier.

## Discographie
Albums studio
| Année | Détails                                                                                 | Meilleure position | Meilleure position | Meilleure position | Certifications        |
| Année | Détails                                                                                 | Australie          | Japon              | UK                 | Certifications        |
| ----- | --------------------------------------------------------------------------------------- | ------------------ | ------------------ | ------------------ | --------------------- |
| 2000  | The Polyester Embassy - Sortie : 2 octobre 2000 - Format : CD - Label : Vicious Grooves | 4                  | 63                 | 74                 | - Australie : Platine |

### Albums mix
- Ministry of Sound: The Summer Annual (CD2)

### Singles
| Année | Titre                | Meilleure positions | Meilleure positions | Meilleure positions | Meilleure positions | Meilleure positions | Meilleure positions | Meilleure positions | Meilleure positions | Meilleure positions | Meilleure positions | Certifications                                                           | Album                 |
| Année | Titre                | Australie           | France              | Nouvelle-Zélande    | Pays-Bas            | Norvège             | Suède               | Suisse              | Royaume-Uni         | États-Unis          | U.S. Dance          | Certifications                                                           | Album                 |
| ----- | -------------------- | ------------------- | ------------------- | ------------------- | ------------------- | ------------------- | ------------------- | ------------------- | ------------------- | ------------------- | ------------------- | ------------------------------------------------------------------------ | --------------------- |
| 1999  | Don't Call Me Baby   | 2                   | 41                  | 1                   | 22                  | 11                  | 47                  | 38                  | 1                   | 88                  | 1                   | - Australie : 3 × Platine - Nouvelle-Zélande : Or - Royaume-Uni : Argent | The Polyester Embassy |
| 2000  | Who the Hell Are You | 1                   | —                   | 32                  | —                   | —                   | —                   | —                   | 10                  | —                   | 1                   | - Australie : Platine                                                    | The Polyester Embassy |
| 2000  | Everything You Need  | 6                   | —                   | —                   | —                   | —                   | —                   | —                   | 33                  | —                   | 24                  | - Australie : Or                                                         | The Polyester Embassy |
| 2001  | Reminiscing          | 9                   | —                   | —                   | —                   | —                   | —                   | —                   | —                   | —                   | —                   | - Australie : Or                                                         | non-album single      |